# New York Film Critics Circle Awards 2017
La 83ª edizione della cerimonia dei New York Film Critics Circle Awards, annunciata il 30 novembre 2017, si è tenuta il 3 gennaio 2018 ed ha premiato i migliori film usciti nel corso del 2017.

## Vincitori

### Miglior film
- Lady Bird, regia di Greta Gerwig

### Miglior regista
- Sean Baker - Un sogno chiamato Florida (The Florida Project)

### Miglior attore protagonista
- Timothée Chalamet - Chiamami col tuo nome (Call Me by Your Name)

### Miglior attrice protagonista
- Saoirse Ronan - Lady Bird

### Miglior attore non protagonista
- Willem Dafoe - Un sogno chiamato Florida (The Florida Project)

### Miglior attrice non protagonista
- Tiffany Haddish - Il viaggio delle ragazze (Girls Trip)

### Miglior sceneggiatura
- Paul Thomas Anderson - Il filo nascosto (Phantom Thread)

### Miglior film in lingua straniera
- 120 battiti al minuto (120 battements par minute), regia di Robin Campillo • Francia

### Miglior film di saggistica
- Visages villages, regia di Agnès Varda e JR

### Miglior film d'animazione
- Coco, regia di Lee Unkrich ed Adrian Molina

### Miglior fotografia
- Rachel Morrison - Mudbound

### Miglior opera prima
- Jordan Peele - Scappa - Get Out (Get Out)

### Menzione speciale
- Molly Haskell